# Thuburnica

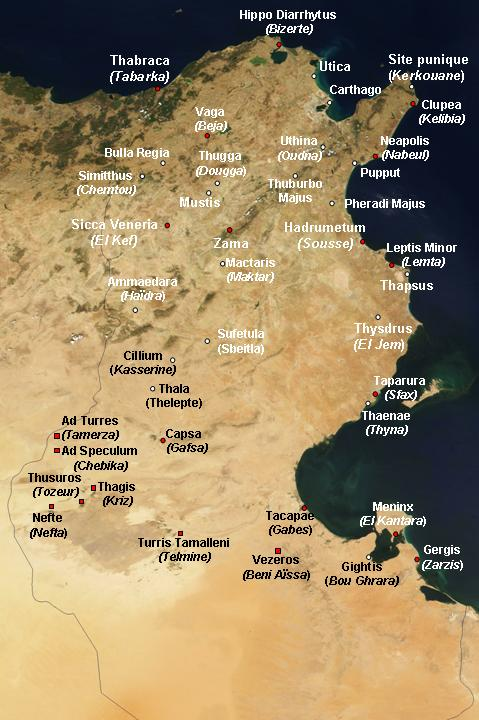
Site de l'antique Thuburnica à proximité de Chemtou

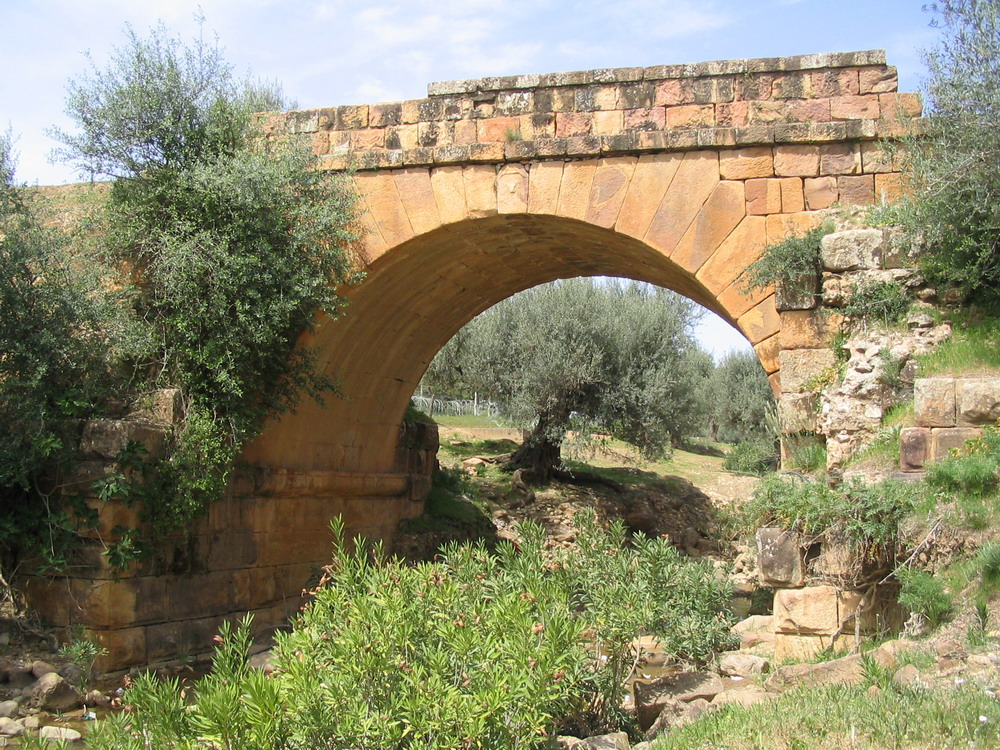
Pont romain de Thuburnica

Thuburnica est un site archéologique tunisien situé dans le gouvernorat de Jendouba, plus précisément dans la délégation de Ghardimaou, au lieu-dit actuel El Galâa (citadelle).
Située sur la route reliant Carthage à Hippone, cette cité a un passé ancien comme en témoignent les inscriptions libyques, numides, puniques et grecques sans compter les inscriptions latines retrouvées par les archéologues ayant œuvré sur le site dont le docteur Louis Carton au début du XXe siècle. En outre y fut découvert un temple de Ba'al Hammon vraisemblablement détruit lors du triomphe du christianisme dans la région.
Le site compte sept monuments historiques et archéologiques classés par l'Institut national du patrimoine dont un pont romain en bon état de conservation et encore emprunté par la circulation automobile. À part ce pont, les autres éléments du site sont en zone militaire et donc interdits à la visite et à la photographie.

## Monuments
- Pont romain encore en usage
- Citernes
- Forteresse byzantine
- Mausolée